# Водостоки Парижа

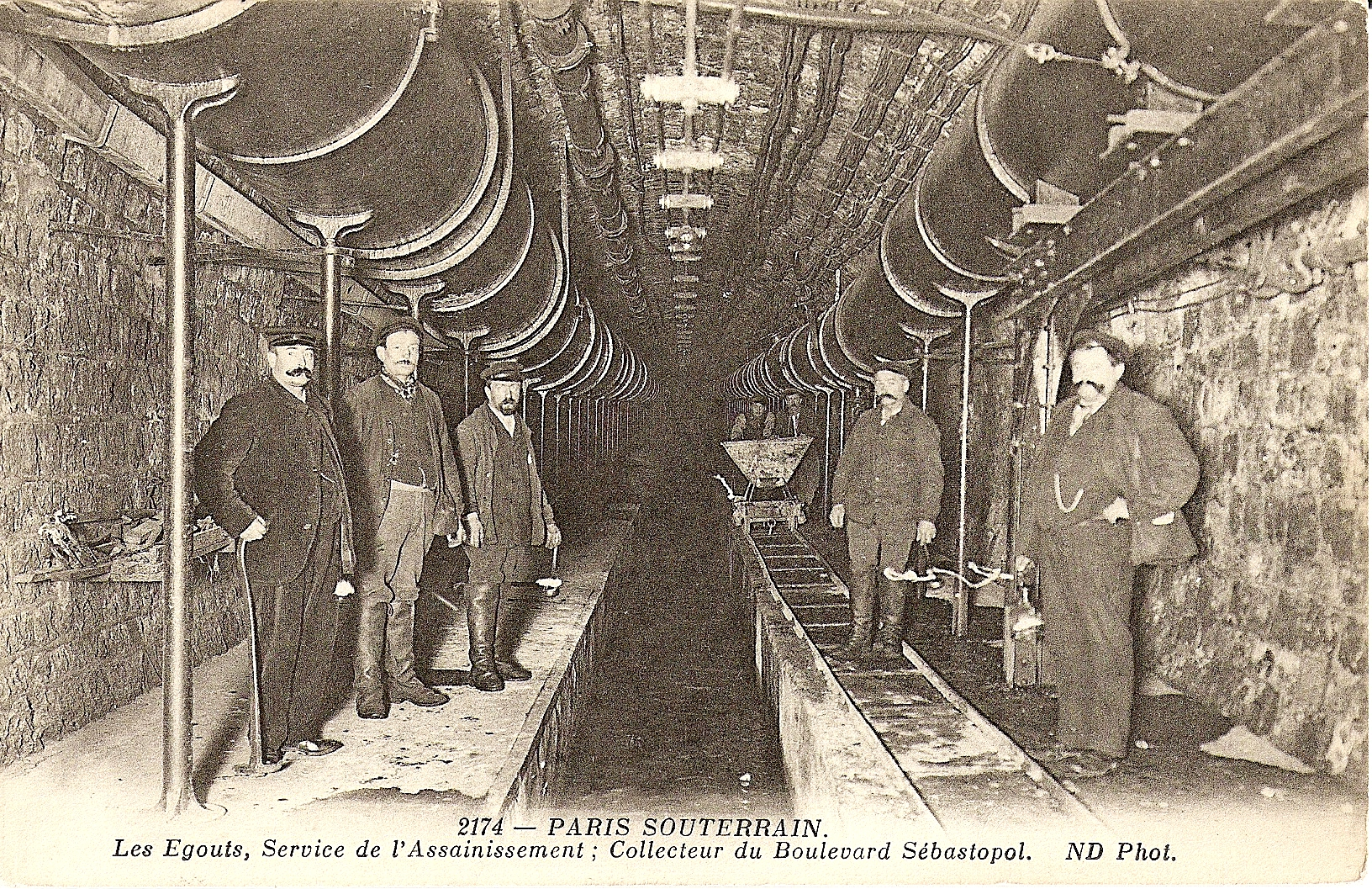
Коллектор под Севастопольским бульваром. Открытка начала XX века

Водостоки Парижа (фр. Égouts de Paris) — система подземных тоннелей, в которых проложены коммуникации города — водопровод (питьевая и промышленная вода), канализация, газопровод, электрический и телефонный кабель, трубы со сжатым воздухом.

## История
История парижской канализации восходит ко временам античности. Однако позднее, в Средние века, достижения римской цивилизации были забыты: нечистоты попросту сбрасывались в ручьи и каналы, которые уносили их в Сену.
Около 1200 года, по указу короля Филиппа Августа, улицы Парижа мостят булыжником. В середине оставляют жёлоб для стока нечистот. Первый крытый водосток появляется лишь в 1370 году благодаря парижскому прево Гуго Обрио. Этот водосток с кирпичными сводами соединял квартал Монмартр и ныне несуществующий Менильмонтанский ручей. Ручей получает прозвище «Большой водосток» (фр. Grand Égout), поскольку в него сливаются все сточные воды правого берега Парижа. На левом берегу одним из главных водостоков является речка Бьевра: именно в неё сбрасывают отходы красильщики, дубильщики, кожевники и прочие парижские ремесленники. Постепенно Бьевра становится знаменита исключительно грязной и вонючей водой.
На протяжении последующих столетий, вплоть до XVIII века, система водостоков развивалась крайне слабо. В ручьи, стекавшие с парижских холмов, сбрасывалась вся грязь, производимая столицей: бытовые отходы, уличный мусор, отбросы мясного и крахмального производства. В результате водостоки, и так не справляющиеся с объёмом сточных вод, постоянно забиваются; вонь на городских улицах становится невыносимой. Кроме того, вода нередко переливается через край и затопляет целые улицы. Более того: вместо того чтобы отводить воду из Парижа, водостоки иногда выполняют прямо противоположную функцию: по ним поднимается вода из Сены, которая приносит с собой ил и песок, толстым слоем оседающие на тротуарах. Во время сильных дождей уровень воды повышается настолько, что вода из водостоков начинает заливать подвальные помещения домов.
В 1663 году город выделяет крупную сумму на очистку водостоков. На тот момент их общая длина составляет всего 10 километров, причём большая часть из них — открытые. При очистке немногочисленных крытых водостоков выясняется, что они почти полностью забиты мусором и в них скопились ядовитые газы. Тем не менее, несмотря на опасность и высокую стоимость работ, к концу XVIII века почти все существующие водостоки становятся крытыми; также строятся новые водостоки с кирпичными сводами. Впрочем, сохраняются и водостоки под открытым небом. Они не только являются постоянным очагом инфекции, но и становятся иногда причиной гибели людей, упавших в них ночью и не сумевших выбраться.

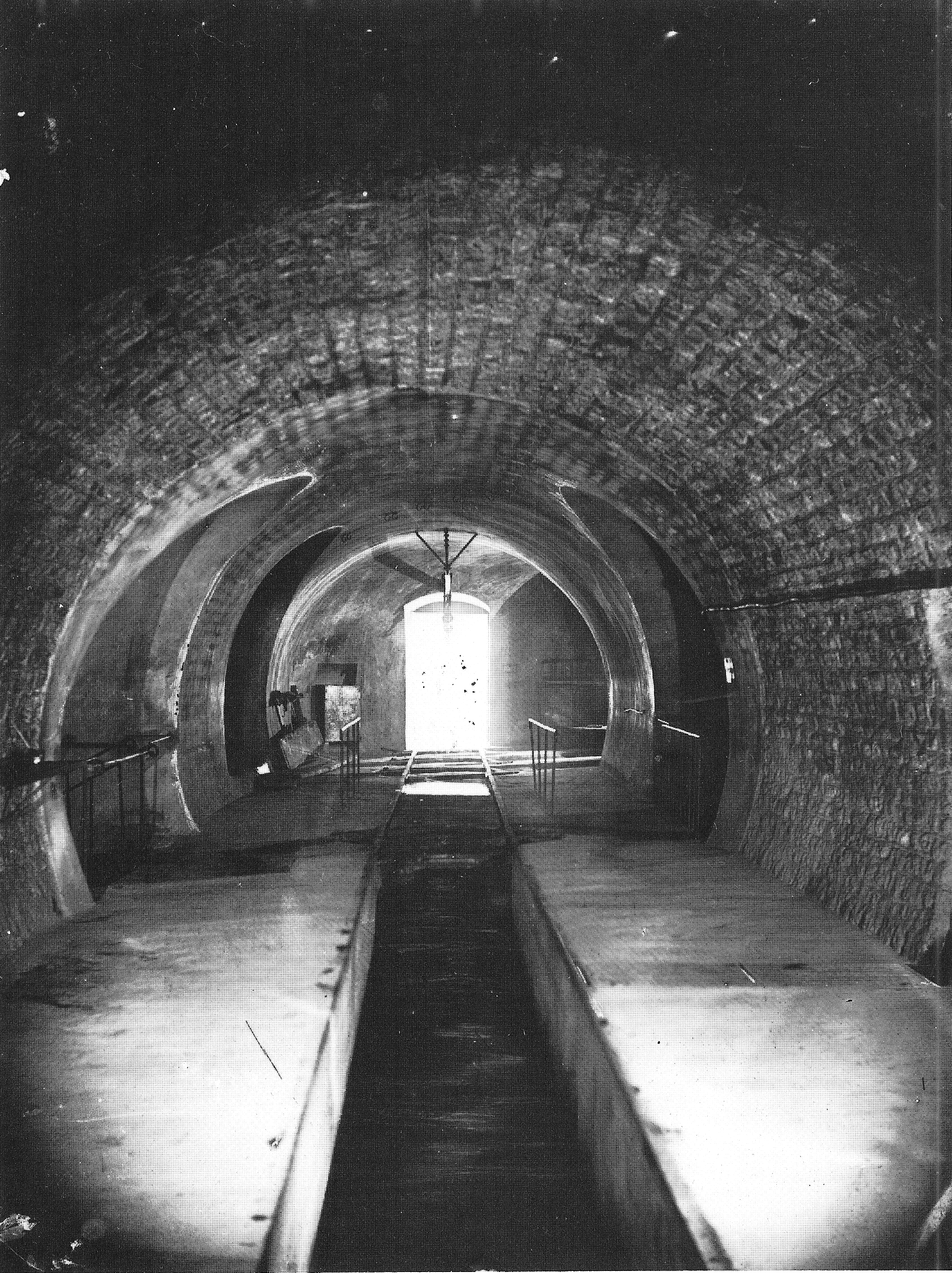
Водосток в 1861 году. Фотография Надара

Радикальные перемены принёс лишь XIX век. В 1805 году инспектором водостоков был назначен Пьер Эмманюэль Брюнезо. До него никто не имел представления о системе водостоков в целом; не существовало даже общего плана. Именно Брюнезо, между 1805 и 1812 годом, предпринимает первое комплексное исследование и картографирование парижских водостоков. Вначале его должна была сопровождать команда из 20 человек, однако после первого же посещения водостоков треть из них отказалась продолжать. Впоследствии, на протяжении работ, Брюнезо и его команда обнаружили в водостоках немало странных, редких и ценных предметов, в том числе ювелирных украшений и драгоценных камней, которые распределялись между рабочими в качестве компенсации за каторжный труд. Брюнезо настаивал на сооружении двух больших коллекторов, которые препятствовали бы попаданию крупного мусора в Сену, однако его проект не был осуществлён. Он продолжал заниматься очисткой, модернизацией и расширением водостоков вплоть до своей смерти в 1819 году.
Ещё более масштабные работы по модернизации водостоков организуются во второй половине XIX века по инициативе барона Османа. Практическим осуществлением проекта руководит инженер Эжен Бельгран: именно он закладывает основы той системы парижских водостоков, которая функционирует и по сей день. Инновация состояла, в частности, в том, что функции подземных труб разделялись: одни снабжали город чистой водой, другие выводили из города грязную.
Деятельность Бельграна в парижском подземелье во многом отражала масштабную перепланировку самого города, предпринятую Османом. Под каждой улицей были проложены одна или две подземные галереи, по которым проходили водостоки и трубы с чистой водой, а также с газом и сжатым воздухом. С самого начала галереи должны были строиться достаточно широкими, чтобы впоследствии не возникало препятствий при проведении работ по очистке и уходу за оборудованием. По замыслу Бельграна, следовало также исключить всякий сброс сточных вод в Сену в пределах Парижа. Поэтому была создана сложная сеть водостоков, которые отводили как сточные, так и дождевые воды ниже по течению, с выходом в районе Клиши. При этом движение воды осуществлялось исключительно за счёт естественного уклона поверхности, без использования насосов. Был также создан ряд коллекторов, основных и вспомогательных, к которым сходились малые водостоки. К 1878 году общая длина водостоков достигла 600 км.

## Современность
На сегодняшний день общая длина парижских водостоков составляет 2500 км. В каждом из туннелей находится табличка с названием улицы, под которой он пролегает, и номерами домов, что позволяет ориентироваться в лабиринте водостоков. Сточные воды направляются в отстойники, которые находятся в пригородах Пьерле (Pierrelaye) и Триель (Triel-sur-Seine), и в очистные сооружения в Ашере (Achères). Очистка самих водостоков от скапливающегося песка и мусора проводится по технологиям XIX века, поскольку использование электричества и современной техники в подземных условиях исключено из соображений безопасности. Очищение происходит благодаря мощному потоку воды, который создаётся, когда открывают специальные промывные резервуары.
Водостоки многофункциональны: в них размещаются трубопроводы с питьевой и технической (непитьевой) водой, телекоммуникационные кабели, трубы с охлаждённой водой для кондиционирования помещений. Однако газопровод, электрические кабели и трубы отопления не размещаются в водостоках, поскольку это небезопасно.

## В искусстве
Виктор Гюго посвятил парижским водостокам одну из глав (под названием «Недра Левиафана») своего романа «Отверженные». В ней он описывает историю парижских водостоков, представляя их своего рода адской клоакой, «пищеварительным трактом Вавилона», а также повествует о героической деятельности Брюнезо, сравнивая его с Колумбом («У клоаки появился свой Христофор Колумб»). В следующей главе, «Клоака и её сюрпризы», речь также идёт о водостоках: Жан Вальжан скрывается в них от полиции, унося раненого Мариуса.
Серию снимков парижских водостоков сделал в 1860 году Надар. Это был один из первых опытов фотографии при искусственном освещении.
В водостоках Парижа происходит действие одной из сцен фильма «Большая прогулка» (1966).

## Музей канализации
В наши дни часть водостоков доступна для посещения: в ней организован музей, экспозиция которого посвящена истории развития водостоков от античности до наших дней. Вход в музей находится на набережной Сены, близ моста Альма. Ежегодно музей привлекает около 100 000 посетителей.